# Jules (film)
A Jules 2023-ban bemutatott amerikai sci-fi vígjáték, amelyet Marc Turtletaub rendezett. A játékfilm producerei Debbie Liebling, Andrew Daly, Michael B. Clark, Alex Turtletaub és Marc Turtletaub voltak. A forgatókönyvet Gavin Steckler írta, a zenéjét Hauschka szerezte. A mozifilm a Big Beach Company gyártásában készült, és a Bleecker Street Company forgalmazásában jelent meg. A főbb szerepeket Ben Kingsley, Harriet Sansom Harris, Zoë Winters, Jade Quon és Jane Curtin alakítják.
Amerikában 2023. augusztus 11-én mutatták be a mozikban.

## Cselekmény
Milton Robinson 79 éves öregember, aki megözvegyülten él egyedül. Gyakran részt vesz a városi tanács ülésein, és a lányától kap segítséget. Egy nap egy UFO száll le a hátsó kertjében, és egy kis humanoid földönkívüli mászik ki belőle. Megpróbál segítséget kérni, hívja a rendőrséget és a lányát, és a városi tanács ülésén is felhozza az esetet, de szenilisnek titulálják.
Milton beviszi a beszélni nem tudó idegen lényt, és vendégként kezeli, egy tálca válogatott étellel látja el, de rájön, hogy az idegen csak vizet iszik és almát eszik. Sandy, egy ismerőse beugrik, és felfedezi az idegent, és azt mondja Miltonnak, hogy a saját biztonsága érdekében tartsák titokban. Joyce, egy másik idős nő, szintén felfedezi az idegent. Az idegen elkezdi javítani a hajóját, de úgy tűnik, nem halad gyorsan. Milton lánya hall az apja bohóckodásáról, és beutalja őt egy mentális vizsgálatra, ahol közlik vele, hogy öregségével a képességei gyorsan csökkennek, és hogy fontolóra kellene venniük az idősotthonba költözést. Ez felzaklatja őt és elviharzik.
Sandyt, aki megpróbál egy programot indítani, hogy kapcsolatot teremtsen a fiatalokkal, kirabolja egy fiatalember, akit meghív. Miután kijelenti, hogy hívni fogja a rendőrséget, a férfi nekitámad és megpróbálja megfojtani, azonban az idegen, akit Julesnak neveztek el, látomást kap az eseményekről, és telepatikusan felrobbantja a férfi fejét. Ez felkelti az NSA gyanúját, amely folyamatosan kutat a lezuhant űrhajó után. Milton, Sandy és Joyce rájönnek, hogy Julesnak halott macskákra van szüksége, hogy energiával lássa el az űrhajóját, ezért Milton és Sandy elindulnak, hogy találjanak néhányat, de a férfit továbbra is zavarják a hanyatló képességeiről szóló gondolatok. Közben tudtukon kívül rendőrök követik őket, akik megfigyelik különös tevékenységüket. Joyce süket és vak macskájának segítségével sikerül megjavítaniuk a hajót, és Jules meghívja őket, hogy csatlakozzanak hozzá. Milton fontolóra veszi az elfogadást. A lányával folytatott telefonbeszélgetés után meggondolja magát, de amikor az NSA berúgja az ajtaját, ő, Sandy és Joyce sietve elmenekül az UFO-val. Jules kiteszi őket egy másik helyen a Földön, és elválnak útjaik.
Nem sokkal később Miltont ismét meglátogatja Jules.

## Szereplők
| Szereplő             | Színész               |
| -------------------- | --------------------- |
| Milton               | Ben Kingsley          |
| Joyce                | Jane Curtin           |
| Sandy                | Harriet Sansom Harris |
| Denise, Milton lánya | Zoë Winters           |
| Jules, az űrlény     | Jade Quon             |
| Aaron Campbell       | Andrew Daly           |

## Fordítás
Ez a szócikk részben vagy egészben  a   Jules (film) című angol Wikipédia-szócikk fordításán alapul.  Az eredeti cikk szerkesztőit annak laptörténete sorolja fel. Ez a jelzés csupán a megfogalmazás eredetét és a szerzői jogokat jelzi, nem szolgál a cikkben szereplő információk forrásmegjelöléseként.